# Dobi Lajos
Dobi Lajos (Budapest, 1955. április 19. –) világbajnoki ezüstérmes magyar öttusázó.
1969-ben kezdett sportolni a Csepel SC-ben. 1975-ben és 1976-ban junior világbajnok volt. 1980-ban szerezte első magyar bajnoki aranyérmét. 1981-ben részt vett a világbajnokságon, ahol ezüstérmes lett. 1986-ban egy vb harmadik helyezett volt. Ebben az évben elnyerte az év magyar öttusázója címet. 1987-ben Eb-ezüstérmes volt csapatban. Az 1988-as olimpián a csapat tartalékja volt. 1989-ig a válogatott keret tagja volt. 1991-ben felhagyott a versenysporttal, amely után Masters-versenyeken indult. 2000-ig utánpótlás edző volt Csepelen.

## Díjai, elismerései
- Az év magyar öttusázója (1986)
- Magyar Népköztársaság Sportérdemérem arany fokozata (1988)